# Кузнец-колдун
«Кузнец-колдун» — советский рисованный мультфильм по мотивам сказки французской писательницы Луда́ «Кузнец Энрик».

## Сюжет
Сказку рассказывает маленький мальчик-подмастерье Жано, который не только видел всё собственными глазами, но и принимал в ней непосредственное участие.
Жили-были два друга-кузнеца: Гасту Одноглазый и Энрик. Они владели своим ремеслом так, что окружающие только диву давались. Гасту делал острые топоры и плуги, а Энрик больше специализировался на ковке резных изделий тонкой работы. И вот однажды к празднику заказали горожане сделать кованые ворота и сроку дали всего три дня. Поспорили тогда кузнецы, смогут ли сделать за столь короткое время такой заказ. Гасту отказался от работы и провёл время в веселье и пьянстве, а Энрик в этот час занимался тонкой ковкой и как раз успел к сроку.
Собрались жители на торжество, и одним из самых увлекательных зрелищ было выступление кузнецов-умельцев, которые забавляли зрителей чудесами. В итоге был выбран победитель, и им стал Гасту, так как Энрик не сдержал слово. Но тогда Энрик представил на всеобщее обозрение своё изделие — искусно выкованные ворота, и по праву получил все почести. Такое положение дел не рассорило друзей. Вместе они отправились в местный кабак, чтобы отпраздновать общую победу.
Выйдя оттуда, опьяневшие кузнецы шли домой, когда на пути встретилось им странное место, от которого дым столбом шёл. И сознался тогда Энрик другу, что брал там каменные угли, которые горят и не гаснут. И тогда обвинил его Гасту в том, что Энрик продал душу Дьяволу, и ушёл, куда глаза глядят. Неизвестно, чем бы закончилась эта история, если бы не палач Гилье, который жил в городе и славился тем, что доносил на людей (мол, среди них сплошь колдуны и ведьмы), чтобы нажиться на казнях. От зависти решил он сгубить кузнецов и придумал коварный план…

## Создатели
| Автор сценария                  | Юрий Киршон |
| Режиссёр и художник-постановщик | Перч Саркисян |
| Художник                        | Виктор Шевков |
| Композитор                      | Софья Губайдулина |
| Оператор                        | Михаил Друян |
| Звукооператор                   | Борис Фильчиков |
| Монтажёр                        | Валентина Турубинер |
| Редактор                        | Александр Тимофеевский |
| Ассистенты:                     | Н. Сумарокова, Гелий Аркадьев |
| Художники-мультипликаторы:      | Анатолий Петров, Александр Давыдов, Леонид Каюков, Олег Сафронов, Антонина Алёшина, Олег Комаров, Мстислав Купрач, Иван Давыдов, Владимир Зарубин, Михаил Першин, Галина Черникова, Эраст Меладзе, Ада Никольская, А. Буравлёв, Татьяна Казанцева, Ольга Хорова, София Митрофанова |
| Роли озвучивали:                | Жано — Клара Румянова, Гасту — Анатолий Папанов, Энрик — Евгений Весник, Палач — Борис Рунге |
| Директор картины                | Анна Зорина |

## Факты
Существует городская легенда, связанная с собором Нотр Дам де Пари. Створки ворот Нотр-Дама украшены замечательным узором из кованого железа со столь же удивительными железными замками. Выковать их было поручено некому кузнецу по имени Бискорне (Biscornet). Когда кузнец услышал, что ему нужно будет выковать фигурные замки и узоры для ворот самого красивого собора Парижа, он струхнул не на шутку. Подумав, что ему никогда с этим не справиться, он попытался призвать в помощь дьявола.
На следующий день, когда канонник Нотр-Дама пришел поглядеть на работу, то застал кузнеца без чувств, но в кузнице взору его явился настоящий шедевр: фигурные замки, накладные кованые узоры, представлявшие собой ажурные переплетающиеся листья… словом, канонник остался доволен.
Двери были смонтированы, вставлены замки. Но при открытии собора вдруг обнаружилось, что замки не поддаются ключам. Несмотря на все усилия, двери по-прежнему оставались запертыми. Открыть двери смогли только после того, как окропили их святой водой.
Парижский историк Соваль, исследовавший происхождение узоров на воротах, которые не похожи ни на кованные, ни на литые, пишет (cм. «История и изучение древностей города Парижа», 1724): 

Несомненно, что секрет был утерян после смерти Бискорне, который так боялся, что его украдут, что, как говорят, никто не видел, как он работал.
Оригинальный текст (фр.)Ce qui est de certain, c’est que ce secret fut perdu par la mort de Biscornet, qui avait si peur qu’on ne le lui dérobât, que personne à ce qu’on dit ne l’a vu travailler.

Прозаичный вариант происхождения легенды основан на фамилии кузнеца (буквально «Двурогий»), который якобы таким образом ставил свою подпись на кованые изделия, украшая их фигурными рожками.